# حادثه نیروی هوایی روسیه الباب (۲۰۱۷)
حادثه نیروی هوایی روسیه الباب (۲۰۱۷) هنگامی رخ داد که یک توپولف تو-۲۲ام نیروی هوایی روسیه به‌طور اشتباه سربازان ترک مستقر در الباب سوریه را هدف قرار داد، بر اثر این حادثه سه سرباز ارتش ترکیه کشته و ۱۱ نفر زخمی شدند.

## حمله
یک توپولف تو-۲۲ام با مأموریت حمله به یک ساختمان که مشکوک به حضور عناصر دولت اسلامی عراق و شام در آن بود، اقدام به پرتاب یک بمب به موضع ارتش ترکیه کرد. بر اثر این حادثه سه سرباز ارتش ترکیه کشته و ۱۱ نفر زخمی شدند. مقامات ارتش ترکیه حمله را «اتفاقی» اعلام کرده و این حادثه را به عنوان «آتش خودی» تلقی کردند. دیمیتری پسکوف، سخنگوی کاخ کرملین اعلام کرد: جنگنده‌های روسیه بر اساس مختصات ارائه شده از سوی ترکیه، مواضع را بمباران کردند و نظامیان ترکیه نمی‌بایست در این موقعیت مستقر می‌شدند و گویا تغییر موضع داده بودند. این موضوع توسط مقامات دولت ترکیه رد شد.

## پیامدها
ستاد کل ارتش ترکیه اعلام کرد که یک هواپیمای جنگی روسیه به‌طور تصادفی سربازان ترک را مورد هدف قرار داده‌است. پس از تأیید این حمله توسط دولت روسیه، ولادیمیر پوتین رئیس‌جمهور روسیه با رجب طیب اردوغان رئیس‌جمهور ترکیه تماس گرفت و از این حادثه ابراز تأسف کرد.

## واکنش‌ها
- ترکیه - دولت باحچلیی، رئیس حزب حرکت ملی (MHP)، در تاریخ ۱۲ فوریه، از بیانیه دولت روسیه در مورد «آتش خودی» که در تاریخ ۱۰ فوریه در الباب سوریه اتفاق افتاد و منجر به کشته شدن سه سرباز ارتش ترکیه شد انتقاد کرد، و آن را شرم آور توصیف کرد.[۶] کمال قلیچ‌داراوغلو، رئیس حزب جمهوری‌خواه خلق (CHP)، در توئیتی دربارهٔ تحولات سوریه گفت: «این مسئله به قدری مهم است که نمی‌توان با پیام تسلیت از آن طفره رفت.»[۷]